# La Tosca (film fra 1918)
|  | For andre betydninger, se La Tosca |
La Tosca er en amerikansk stumfilm fra 1918 af Edward José.

## Medvirkende
- Pauline Frederick - Floria Tosca
- Frank Losee - Baron Scarpia
- Jules Raucourt - Mario Cavaradossi
- Henry Hebert - Cesare Angelotti
- W.H. Forestelle - Spoletti